# Jeronimo (zanger)
Jeronimo van Ballegoijen (Brazilië, 6 februari 1990) is een Nederlands zanger, acteur en presentator. Hij speelde in twee films, waarin hij ook zong. In de eerste film, Timboektoe, zong hij de titelsong I Could Have Loved You, geproduceerd en opgenomen door de bandleden van Relax. Medio 2011 bracht hij een eigen single uit, I Am No Superman. Ook sierde hij op de kaft van Verboden voor ons van Maren Stoffels.
In 2015 deed hij mee met de talentenjacht Bloed, zweet & tranen op SBS6. Een jaar later, in 2016, was hij een van de deelnemers aan de talentenjacht The Next Boy/Girl Band.
Jeronimo heeft ook het lied Gi-ga-gantisch gezongen dat wordt gebruikt door de Efteling voor de Sprookjesboom de musical.
In 2019 was Jeronimo als deelnemer te zien in het RTL 5-programma De slechtste chauffeur van Nederland.

## Discografie

### Albums
| Album met eventuele hitnotering(en) in de Nederlandse Album Top 100 | Datum van verschijnen | Datum van binnenkomst | Hoogste positie | Aantal weken | Opmerkingen |
| ------------------------------------------------------------------- | --------------------- | --------------------- | --------------- | ------------ | ----------- |
| One kiss                                                            | 2012                  | 16-06-2012            | 51              | 1            |             |

### Singles
| Single met eventuele hitnotering(en) in de Nederlandse Top 40 | Datum van verschijnen | Datum van binnenkomst | Hoogste positie | Aantal weken | Opmerkingen                              |
| ------------------------------------------------------------- | --------------------- | --------------------- | --------------- | ------------ | ---------------------------------------- |
| ! am no superman                                              | 06-2011               | 16-07-2011            | tip13           | -            | met Stay-C / Nr. 11 in de Single Top 100 |
| Somebody who loves me                                         | 09-2011               | -                     |                 |              | Nr. 35 in de Single Top 100              |
| I want you baby                                               | 2012                  | -                     |                 |              | Nr. 59 in de Single Top 100              |
| One kiss                                                      | 2012                  | -                     |                 |              | Nr. 14 in de Single Top 100              |
| Denk denk denk                                                | 2014                  | -                     |                 |              | Nr. 67 in de Single Top 100              |